# کارلهینز پفلیپسن
کارلهینز پفلیپسن (انگلیسی: Karlheinz Pflipsen؛ زادهٔ ۳۱ اکتبر ۱۹۷۰) بازیکن فوتبال اهل آلمان است.
از باشگاه‌هایی که در آن بازی کرده‌است می‌توان به باشگاه فوتبال آلمانیا آخن، باشگاه فوتبال پاناتینایکوس، باشگاه فوتبال مونیخ ۱۸۶۰، و باشگاه فوتبال بروسیا مونشن‌گلادباخ اشاره کرد.
وی همچنین در تیم‌های ملی فوتبال زیر ۲۱ سال آلمان و آلمان بازی کرده‌است.